# John Magruder
John Bankhead Magruder (ur. 1 maja 1807, zm. 19 lutego 1871) – generał armii Skonfederowanych Stanów Południa podczas amerykańskiej wojny secesyjnej. 
Absolwent West Point, służył w jednostkach obrony terytorialnej Alabamy. Podczas wojny Stanów Zjednoczonych z Meksykiem wyróżnił się i otrzymał awans do stopnia majora. Po wybuchu wojny secesyjnej opowiedział się po stronie Konfederacji. Jako dowódca brygady, a potem dywizji, walczył w bitwach pod Big Bethel, Creeks Mill oraz w Kampanii Półwyspowej. Pod koniec wojny kierował jednostkami Konfederacji na obszarze Arkansas, gdzie współdziałał z generałem kawalerii Johnem Huntem Morganem. Kapitulował wraz z korpusem Johna Taylora w kwietniu 1865 przed siłami Unii pod wodzą generała Shermana. Po wojnie piastował mandat reprezentanta stanu Alabama w Kongresie.